# Ford-T-Serie
Der Ford Transit (auch als T-Serie bezeichnet) als Nachfolger der Ford-E-Serie erschien im März 2013 als Fahrgestell mit 3 Radständen (3505, 3962 und 4521 Millimeter) und einem Gesamtgewicht zwischen 4082 und 4699 Kilogramm. Der US-Transit wird als T-250, T-350, T-450 und T-550 angeboten, diese Markenzeichen hatte sich Ford schützen lassen, und folgt damit der gleichen Namensgebung wie bei der Ford E-Serie.
Die T-Serie ist wie die meisten zeitgenössischen Modelle von Ford ein Weltauto, das gemeinsam mit dem europäischen Ford Transit entwickelt wurde. Der Ford Transit wurde nicht offiziell in Nordamerika verkauft, obwohl Ingenieure im Ford Hauptcenter Dearborn an den Entwicklungen stets beteiligt waren. Während die Produktion der T-Serie als Fahrgestell in Kansas City (Missouri) im März 2013 startete, begann die Produktion und Verkauf der Kastenwagen- und Kleinbusmodelle nach und nach ab Sommer 2013. Parallel wurde die E-Serie noch bis Ende 2013 weiter gebaut.
Die Kastenwagen- und Kleinbusse der T-Serie haben einen Radstand von 3300 mm in der Standardversion und 3750 mm in der Langversion. Es gibt aber auch Ausführungen mit bis zu 4521 mm Radstand. Die Längen variieren zwischen 5531 und 6704 mm; die Breite beträgt einheitlich 2474 mm. Wie beim Vorgänger E-Serie gibt es auch in der T-Serie einen Großraumkastenwagen in der Langversion mit verlängertem Überhang, der über 17 m³ Ladevolumen bietet. Drei verschiedene Dachhöhen zwischen 2490 mm und 2786 mm sind erhältlich und Nutzlasten ab 2500 kg.
Weitestgehend baugleich unterscheiden sich die Transitmodelle jedoch teilweise technisch voneinander. Die Fahrgestellversionen des US-Transits wird es in Europa nicht geben. Hier basieren die Pritschen-Modelle auf den Maßen der Kastenwagen/Kleinbus-Modelle.
Die T-Serie wird entweder durch den 3,5-Liter-V6 Ford EcoBoost oder den 3,7-Liter-V6-Ti-VCT-Ottomotor angetrieben (mit variabler Ventilsteuerung und wahlweise Erdgas- oder Flüssiggas-Umrüstung). Auch ein 3,2-Liter-Commonrail-Ford-Duratorq-Dieselmotor Power Stroke mit 147 kW (200 PS) wird angeboten. Die Kraft wird jeweils mit einem Sechs-Stufen-Automatikgetriebe auf die  Hinterräder übertragen.